# Ramsåg

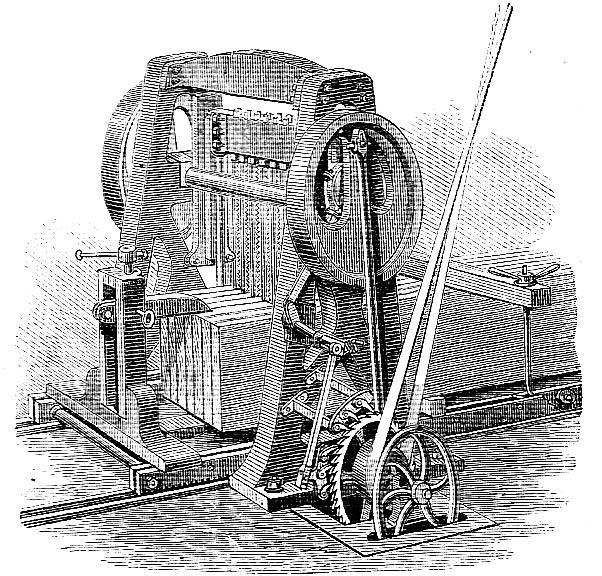
Vertikal ramsåg

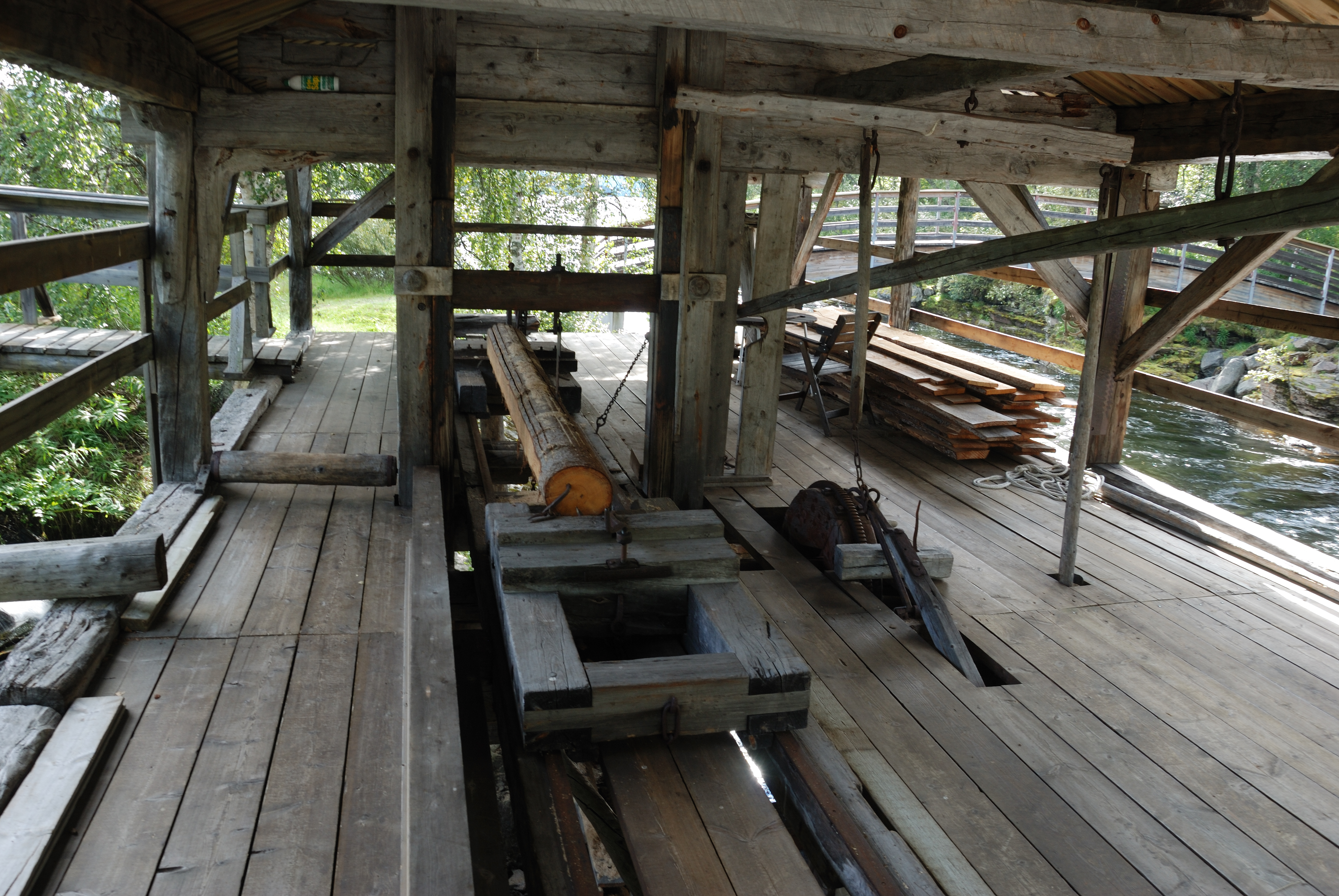
Vattendriven ramsåg vid Ljusnedals bruk.

Ramsåg var i början av 1900-talet den vanligaste typen av maskinsåg. De äldsta kända uppgifterna om ramsågning i Sverige går tillbaka till 1400-talet. Ramsågen består av en vertikal ram med ett eller flera sågblad monterade bredvid varandra. Stocken matas framåt mot ramen som rör sig upp och ned.

## Historik
Sågning utfördes före industrialismens genombrott, ända till slutet av 1800-talet, med enkla, vattendrivna sågar. Denna typ av såg utvecklades så småningom till den moderna ramsågen. Tidigare drevs ramen av en ångmaskin eller ett vattenhjul. Moderna ramsågar drivs med elektricitet. Samtidigt som ramsågen utvecklades cirkelsågen som i sin enkla, ursprungliga form används även idag. Idag har ramsågen ofta ersatts av cirkelsågar,  eller liggande eller stående bandsågar.
I moderna sågverksanläggningar har ramsågen praktiskt taget spelat ut sin roll, ramsågning används endast i cirka fem procent av produktionen, och metoden är i avtagande.  Cirkel- och bandsågarna har vidareutvecklats, cirkelsågarna genom att flera klingor satts på samma axel och bandsågarna genom att kombineras (reducerare) av olika slag.

## Sågytor
Vid sågning används olika metoder som får stor betydelse för träytans utseende. Ramsågning ger en grov yta, cirkelsågad lite finare och en bandsågad ännu finare. Strukturen kan variera mellan olika sågverk och från tid till annan. Ytstrukturen skiljer sig också mellan virke som är sågat ur rå, ibland frusen, stock i sågverket ("råsågat virke"), och virke som är sågat ur torrt virke ("torrkluvet virke"). Sågytor som bildas i sågverk kallas ibland originalsågade ytor medan de som erhålls senare i processen ofta kallas klyvytor. Strukturen på en ramsågad yta skapas då stocken matas vinkelrätt mot ett kraftigt sågblad.